# Chữ ký sinh học
Một chữ ký sinh học là bất kỳ chất gì – như một nguyên tố, đồng vị, phân tử, hoặc hiện tượng – cung cấp bằng chứng khoa học về cuộc sống quá khứ hoặc hiện tại. Thuộc tính  có thể đo được của cuộc sống bao gồm các cấu trúc hóa học và vật lý phức tạp, việc sử dụng năng lượng động lực học miễn phí,  việc sản xuất nhiên liệu sinh học và chất thải của nó. Do đặc điểm độc đáo của nó, một chữ ký sinh học có thể được giải thích như sản phẩm do sinh vật sống tạo ra; tuy nhiên, điều quan trọng là các chữ ký sinh học này không được coi là chắc chắn vì không có cách nào biết trước rằng những chữ ký này là phổ quát cho mọi sự sống hay chỉ là kết quả của những trường hợp đặc biệt của sự sống trên Trái Đất. Dù sao, các  hình thức sống được biết đến đều có các hóa chất độc đáo, bao gồm DNA,  đưa vào trong môi trường như một bằng chứng về sự hiện diện của  hình thức sự sống đó tại một vị trí cụ thể.